# Gunnar Lundén-Welden
Peter Axel Gunnar Lundén-Welden, född 21 december 1914 i Hedvig Eleonora församling i Stockholm, död 19 september 1988 i Tyresö församling, var en svensk musiker, kapellmästare, musikarrangör och kompositör.
Lundén-Welden var en av medlemmarna i den femmannajury som valde ut det svenska bidraget Samma stjärnor lysa för oss två som representerade Sverige i Melodifestivalen 1958. Han var arrangör vid skivinspelningar, bland annat till Fred Åkerströms två första LP-skivor.
Han omnämns i Povel Ramels "Birth of the gammeldans" från revyn På avigan (1966): "Hör, långt borta i dälden, spelar Gunnar Lundén-Welden!"
Gunnar Lundén-Welden var son till Signe Rappe-Welden och sonson till Peter Lundén. Han är gravsatt i minneslunden på Skogskyrkogården i Stockholm.

## Filmmusik i urval
- 1949 – Lattjo med Boccaccio
- 1950 – Fästmö uthyres
- 1950 – Kastrullresan
- 1952 – Han glömde henne aldrig
- 1952 – Oppåt med Gröna Hissen
- 1952 – Klasskamrater
- 1953 – Åsa-Nisse på semester
- 1954 – Farlig frihet
- 1955 – Danssalongen
- 1957 – Som man bäddar...
- 1959 – Fly mej en greve
- 1959 – Guldgrävarna